# Cymru Premier
Cymru Premier – najwyższa w hierarchii klasa męskich ligowych rozgrywek piłkarskich w Walii, będąca jednocześnie najwyższym szczeblem centralnym (I poziom ligowy), utworzona w 1992 roku i zarządzana przez Welsh Football League, a wcześniej przez Walijski Związek Piłki Nożnej (FAW). Zmagania w jej ramach toczą się cyklicznie (co sezon) i przeznaczone są dla 12 najlepszych krajowych klubów piłkarskich. Jej triumfator zostaje Mistrzem Walii, zaś najsłabsze drużyny są relegowane do II ligi walijskiej.

## Historia
Mistrzostwa Walii w piłce nożnej rozgrywane są od 1945 roku. Niejednokrotnie zmieniał się format rozgrywek. W sezonie 1992/1993 startowała liga z nazwą League of Wales. W 2002 została założona Welsch Premier League, rozgrywki której odbyły się po raz pierwszy w sezonie 2002/03. Od sezonu 2019/20 nazywa się Cymru Premier.

## System rozgrywek
Obecny format ligi zakładający brak podziału na grupy obowiązuje od sezonu 1992/1993.
Rozgrywki składają się z 22 kolejek spotkań rozgrywanych pomiędzy drużynami systemem kołowym. Każda para drużyn rozgrywa ze sobą dwa mecze – jeden w roli gospodarza, drugi jako goście. Następnie pierwsza szóstka rozgrywa ze sobą mecze – u siebie oraz na wyjeździe. Dolna szóstka również rozgrywa ze sobą mecze – u siebie oraz na wyjeździe. Od sezonu 2010/2011 w lidze występuje 12 zespołów. W przeszłości liczba ta wynosiła od 17 do 21. Drużyna zwycięska za wygrany mecz otrzymuje 3 punkty, 1 za remis oraz 0 za porażkę.
Zajęcie pierwszego miejsca po ostatniej kolejce spotkań oznacza zdobycie tytułu Mistrzów Walii w piłce nożnej. Mistrz zdobywa prawo gry w eliminacjach do Ligi Mistrzów UEFA. Druga oraz trzecia drużyna zdobywają możliwość gry w Lidze Europy UEFA. W przypadku, w którym zdobywca Pucharu Walii zajmie pierwsze miejsce w lidze – możliwość gry w Lidze Europy otrzymuje również czwarta drużyna klasyfikacji końcowej. Zajęcie 2 ostatnich miejsc wiąże się ze spadkiem drużyn na niższy poziom ligowy (Cymru South, Cymru North poprzednio zwane Welsh Football League Division One, Cymru Alliance).
W przypadku zdobycia tej samej liczby punktów, klasyfikacja końcowa ustalana jest na podstawie wyniku dwumeczu pomiędzy drużynami, w następnej kolejności, w przypadku remisu – na podstawie różnicy bramek w pojedynku bezpośrednim, następnie na podstawie ogólnego bilansu bramkowego osiągniętego w sezonie, większej liczby bramek zdobytych oraz w ostateczności za pomocą losowania.

## Skład ligi w sezonie 2025/26
| Uczestnicy poprzedniej edycji | Uczestnicy poprzedniej edycji   | Uczestnicy poprzedniej edycji | Uczestnicy poprzedniej edycji |
| --- | ------------------------------- | ----------------------------- | ----------------------------- |
| TNS | The New Saints F.C.             | Oswestry                      | 1                             |
| PYB | Pen-y-Bont                      | Bridgend                      | 2                             |
| HAV | Haverfordwest County            | Haverfordwest                 | 3                             |
| CAE | Caernarfon Town                 | Caernarfon                    | 4                             |
| CMU | Cardiff Metropolitan University | Cardiff                       | 5                             |
| BAL | Bala Town                       | Bala                          | 6                             |
| BAR | Barry Town United               | Barry                         | 7                             |
| CQN | Connah’s Quay Nomads F.C.       | Connah’s Quay                 | 8                             |
| FTU | Flint Town United F.C.          | Flint                         | 9                             |
| BFL | Briton Ferry Llansawel          | Briton Ferry                  | 10                            |
| Spadek z Cymru Premier 2024/25 |                                 |                               |                               |
| NTW | Newtown A.F.C.                  | Newtown                       | 11                            |
| ABE | Aberystwyth Town F.C.           | Aberystwyth                   | 12                            |
| Awans z Cymru North 2024/25 |                                 |                               |                               |
| COL | Colwyn Bay                      | Old Colwyn                    | 1                             |
| Awans z Cymru South 2024/25 |                                 |                               |                               |
| LLA | Llanelli Town A.F.C.            | Llanelli                      | 1                             |
| Oznaczenia: - kolumna pierwsza – skróty nazw drużyn, - kolumna trzecia – siedziba klubu, - kolumna czwarta – miejsce zajęte w poprzednim sezonie. |                                 |                               |                               |

## Statystyka

### Tabela medalowa
Mistrzostwo Walii zostało do tej pory zdobyte przez 7 różnych drużyn.
Stan na 21 marca 2025.
|    | Klub                      | Liczba tytułów | Lata                                                                                                 |
| -- | ------------------------- | -------------- | --- |
| 1. | The New Saints F.C. (TNS) | 17             | 2000, 2005, 2006, 2007, 2010, 2012, 2013, 2014, 2015, 2016, 2017, 2018, 2019, 2022, 2023, 2024, 2025 |
| 2. | Barry Town                | 7              | 1996, 1997, 1998, 1999, 2001, 2002, 2003                                                             |
| 3. | Bangor City               | 3              | 1994, 1995, 2011                                                                                     |
| 4. | Rhyl FC                   | 2              | 2004, 2009                                                                                           |
| 4. | Connah’s Quay Nomads F.C. | 2              | 2020, 2021                                                                                           |
| 6. | Cwmbran Town              | 1              | 1993                                                                                                 |
| 6. | Llanelli AFC              | 1              | 2008                                                                                                 |